# Ole! アルディージャ
Ole! アルディージャ（おーれ!アルディージャ）は、テレビ埼玉で放送しているRB大宮アルディージャ・大宮アルディージャVENTUSの応援情報テレビ番組。2003年3月7日放送開始。

## 概要
番組では毎回アルディージャ・アルディージャVENTUSの試合ダイジェストやチームの最新情報、選手のインタビューなどを展開している。
元はテレビ埼玉の情報番組『常盤6丁目二番街』の一コーナーであった「がんばれ大宮アルディージャ」で、2000年3月7日に『がんばれ! アルディージャ』という独立した番組となる（浦和レッズがJ2に降格していた時期である）。その後、時間短縮や一時休止などを経て2003年3月に『Ole! アルディージャ』となる。
『Ole! アルディージャ』となってからは毎週金曜23:30 - 23:45の15分放送であったが、2005年3月からJ1昇格に合わせて30分番組に拡大された。3月のみ時間調整のため30分遅れの24:00～24:30となり、4月から2011年4月1日までは23:00 - 23:30（再放送は土曜7:00 - 7:30）に放送されていた。同年4月8日からは1時間繰り上げの22:00 - 22:30（再放送は今までどおり）に放送時間が変更になった。
J1に初昇格した2005年3月のリニューアルより、全編ロケから本社第2スタジオの収録がメインとなり、同年12月より同局が開始した地上デジタルテレビ放送のハイビジョン製作が実現した。
同じテレ玉で放送される『REDS TV GGR』（浦和レッズ・三菱重工浦和レッズレディースの応援番組）とはライバル関係にあるため、主にさいたまダービーの際などを中心に両番組の対決が企画され、負けた方の番組に罰ゲームが課される。
2022年1月より略称である『オレアル』と改題され、放送時間が15分に短縮された。これまでは、本社第2スタジオでの収録がメインとなっていたが、17年ぶりに全編ロケに戻った。また、再放送が30分早まった。

## 放送時間

### がんばれ! アルディージャ
- 2000年3月7日 - 3月28日
  - 毎週火曜 21:00 - 21:30
- 2000年4月4日 - 2002年2月25日
  - 毎週火曜 22:00 - 22:30
  - 毎週水曜 7:00 - 7:30（再放送）
- 2002年3月8日 - 12月20日
  - 毎週金曜 23:30 - 23:40
  - 毎週土曜 7:20 - 7:30（再放送）

### Ole! アルディージャ
- 2003年3月14日 - 2005年2月25日
  - 毎週金曜 23:30 - 23:45
  - 毎週土曜 7:15 - 7:30（再放送）
- 2005年3月4日 - 3月25日
  - 毎週金曜 24:00 - 24:30
  - 毎週土曜 7:00 - 7:30（再放送）
- 2005年4月1日 - 2007年3月26日
  - 毎週金曜 23:30 - 24:00
  - 毎週土曜 7:00 - 7:30（再放送）
- 2007年4月2日 - 2011年4月1日
  - 毎週金曜 23:00 - 23:30
  - 毎週土曜 7:00 - 7:30（再放送）
- 2011年4月8日 - 2021年12月
  - 毎週金曜 22:00 - 22:30
  - 毎週土曜 7:00 - 7:30（再放送）

### オレアル
- 2022年1月14日 - 
  - 毎週金曜 22:00 - 22:15
  - 毎週土曜 6:30 - 6:45（再放送）

## 出演
- 浜谷健司（ハマカーン）（2018年1月 - ）

### 過去の出演
- 沢田亜希子（2000年3月 - 2002年2月）
- 円戸由香（2002年3月 - 12月）
- 高崎伸子（2003年 - 2005年2月）（大宮アルディージャほかに所属していた平岡靖成夫人）
- 荒舩美栄（ナレーション、2003年 - 2005年2月）
- 小谷口薫（2005年3月 - 2006年3月）（現在は七海薫子に改名）
- 長友美貴子（2005年3月 - 2008年3月）
- 渡邊哲夫（2006年4月 - 2010年1月）
  - 『がんばれ! アルディージャ』時代（2000年3月 - 2002年3月）にも司会として出演。
- 木村恭子（2008年3月 - 2010年1月）
- 佐藤弥生（2010年1月 - 2012年12月）（柏レイソルほかに所属していた栗澤僚一夫人）
- 山田泰三（2010年1月 - 2017年12月）
- 堀田茜（2013年1月 - 12月）（第12回全日本国民的美少女コンテスト本選出場）
- 伊藤京子（2014年1月 - 2017年12月）
- 朝倉未菜（2018年1月 - 2019年5月）
- 松村澪（2019年6月 - 2021年12月）（大宮アルディージャ所属中野誠也夫人）